# 8.ª edición de los Premios Óscar
La 8.ª edición de los Premios Óscar se celebró el 5 de marzo de 1936 en el Biltmore Hotel de Los Ángeles, California y fue presentada por el director Frank Capra.
Este fue el primer año en el que la estatuilla dorada fue llamada "Oscar".
La categoría de mejor coreografía fue creada en esta edición. El Sindicato de Directores de Estados Unidos consiguió eliminarla 3 años más tarde.
Mutiny on the Bounty se convirtió en la última película hasta la fecha en ganar únicamente el premio a la mejor película a pesar de contar con ocho nominaciones (siguiendo los pasos de La melodía de Broadway en 1930 y Grand Hotel en 1933), y es la única película que ha recibido tres nominaciones a mejor actor.
Este fue el segundo y último año en el que se admitieron votos por escrito. El sueño de una noche de verano se convirtió en la única película en ganar un premio por este método, tras conseguir el premio a la mejor fotografía.

## Ganadores y nominados

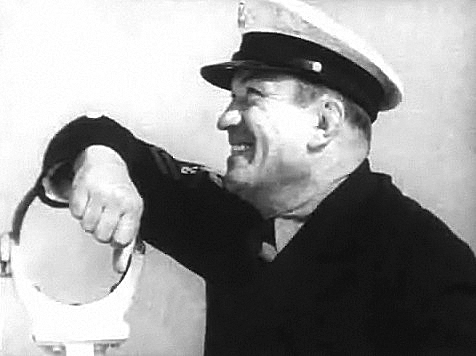
Victor McLaglen fue el ganador del Óscar al mejor actor por El delator.

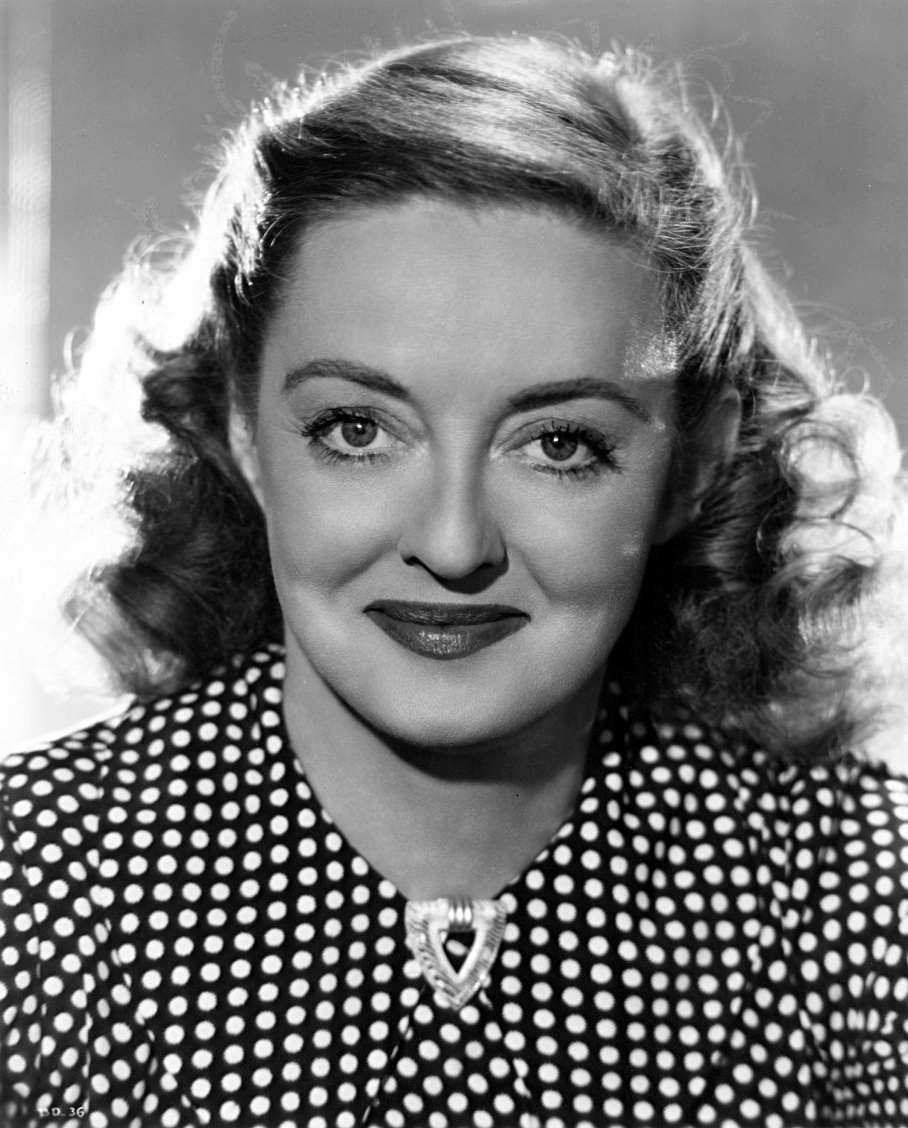
Bette Davis fue la ganadora del Óscar a la mejor actriz por Peligrosa.

1. Los ganadores están listados primero y destacados en negritas. ⭐
2. El título o títulos en español se encuentra entre paréntesis.

| Producción sobresaliente - Mutiny on the Bounty (Motín a bordo / Rebelión a bordo) — Metro-Goldwyn-Mayer ⭐ - Alice Adams (La mujer que supo amar / Sueños de Juventud) — RKO Pictures - Broadway Melody of 1936 (Melodía de Broadway 1936) — Metro-Goldwyn-Mayer - Captain Blood (El capitán Blood / Capitán Sangre) — Warner Bros. y Cosmopolitan Productions - David Copperfield — Metro-Goldwyn-Mayer - The Informer (El delator) — RKO Pictures - The Lives of a Bengal Lancer (Tres lanceros de Bengala) — Paramount - A Midsummer Night's Dream (El sueño de una noche de verano) — Warner Bros. - Les Misérables (Los miserables) — Twentieth Century Pictures y United Artists - Naughty Marietta (Marietta, la traviesa) — Metro-Goldwyn-Mayer - Ruggles of Red Gap (Nobleza obliga) — Paramount - Top Hat (Sombrero de Copa) — RKO Pictures | Mejor dirección - John Ford - The Informer (El delator) ⭐ - Michael Curtiz – Captain Blood (El capitán Blood / Capitán Sangre) - Henry Hathaway – The Lives of a Bengal Lancer (Tres lanceros de Bengala) - Frank Lloyd – Mutiny on the Bounty (Motín a bordo / Rebelión a bordo) |
| Mejor actor - Victor McLaglen – The Informer (El delator), como "Gypo" Nolan ⭐ - Clark Gable – Mutiny on the Bounty (Motín a bordo / Rebelión a bordo), como Fletcher Christian - Charles Laughton – Mutiny on the Bounty (Motín a bordo / Rebelión a bordo), como el Capitán Bligh - Paul Muni – Black Fury (Infierno negro), como Joe Radek - Franchot Tone – Mutiny on the Bounty (Motín a bordo / Rebelión a bordo), como Byam | Mejor actriz - Bette Davis – Dangerous (Peligrosa / Solo falta morir) ,como Joyce Heath ⭐ - Elisabeth Bergner – Escape Me Never (Mi vida para ti) , como Gemma Jones - Claudette Colbert – Private Worlds (Mundos privados), como Dr. Jane Everest - Katharine Hepburn – Alice Adams (La mujer que supo amar / Sueños de Juventud), como Alice Adams - Miriam Hopkins – Becky Sharp (La feria de la vanidad/ Feria de vanidades), como Becky Sharp - Merle Oberon – The Dark Angel (El ángel de las tinieblas), como Kitty Vane                                                                    |
| Mejor argumento - The Scoundrel – Ben Hecht y Charles MacArthur ⭐ - Broadway Melody of 1936 (Melodía de Broadway 1936) – Moss Hart - G Men (La patrulla implacable / Contra el imperio del crimen) – Gregory Rogers (seudónimo de Darryl F. Zanuck) - The Gay Deception (La alegre mentira) – Don Hartman y Stephen Morehouse Avery | Mejor guion - The Informer (El delator) – Dudley Nichols, basado en la novela de Liam O'Flaherty ⭐ - Captain Blood (El capitán Blood / Capitán Sangre)– Casey Robinson; basado en la novela de Rafael Sabatini - The Lives of a Bengal Lancer (Tres lanceros de Bengala) – Achmed Abdullah, John L. Balderston, Waldemar Young, Grover Jones y William Slavens McNutt; basado en la autobiografía de Francis Yeats-Brown - Mutiny on the Bounty (Motín a bordo / Rebelión a bordo) – Jules Furthman, Talbot Jennings y Carey Wilson; a partir de la novela de Charles Nordhoff y James Norman Hall |
| Mejor cortometraje - Comedia - How to Sleep – Jack Chertok y MGM ⭐ - Oh, My Nerves – Jules White y Columbia - Tit for Tat – Hal Roach y MGM | Mejor cortometraje - Innovación - Wings Over Everest – Gaumont British y Skibo Productions ⭐ - Audioscopiks – Pete Smith y MGM - Camera Thrills – Universal |
| Mejor cortometraje animado - Three Orphan Kittens – Walt Disney Productions y United Artists ⭐ - The Calico Dragon – Harman-Ising y MGM - Who Killed Cock Robin? – Walt Disney Productions y United Artists | |
| Mejor orquestación - The Informer (El delator) – Departamento musical de los estudios RKO Radio ⭐ - Captain Blood (El capitán Blood / Capitán Sangre) – Departamento musical de los estudios Warner Bros.-First National - Mutiny on the Bounty (Motín a bordo / Rebelión a bordo) – Herbert Stothart y el departamento musical de los estudios Metro-Goldwyn-Mayer - Peter Ibbetson (Sueño de amor eterno) – Departamento musical de los estudios Paramount | Mejor canción original - «Lullaby of Broadway» de Gold Diggers of 1935 (Vampiresas 1935) – Música: Harry Warren; Letra: Al Dubin ⭐ - «Cheek to Cheek» de Top Hat (Sombrero de copa) – Letra y música: Irving Berlin - «Lovely to Look At» de Roberta – Música: Jerome Kern; Letra: Dorothy Fields y Jimmy McHugh |
| Mejor dirección de arte - The Dark Angel (El ángel de las tinieblas) – Richard Day ⭐ - The Lives of a Bengal Lancer (Tres lanceros de Bengala) – Hans Dreier y Roland Anderson - Top Hat (Sombrero de copa) – Carroll Clark y Van Nest Polglase | Mejor fotografía - A Midsummer Night's Dream (El sueño de una noche de verano) – Hal Mohr ⭐ - Barbary Coast (La reina de la ruleta /La ciudad sin ley) – Ray June - The Crusades (Las cruzadas) – Victor Milner - Les Misérables (Los miserables) – Gregg Toland |
| Mejor sonido - Naughty Marietta (Marietta, la traviesa) – Douglas Shearer ⭐ - 1,000 Dollars a Minute – Departamento de sonido de los estudios Republic - Bride of Frankenstein (La novia de Frankenstein) – Gilbert Kurland - Captain Blood (El Capitán Blood / Capitán Sangre) – Nathan Levinson - The Dark Angel (El ángel de las tinieblas) – Thomas T. Moulton - I Dream Too Much (Canción de amor) – Carl Dreher - The Lives of a Bengal Lancer (Tres lanceros de Bengala) – Franklin B. Hansen - Love Me Forever (¡Quiéreme siempre!) – John P. Livadary - Thanks a Million (Un millón de gracias) – Edmund H. Hansen | Mejor montaje - A Midsummer Night's Dream (El sueño de una noche de verano) – Ralph Dawson ⭐ - David Copperfield – Robert J. Kern - The Informer (El delator) – George Hively - The Lives of a Bengal Lancer (Tres lanceros de Bengala) – Ellsworth Hoagland - Les Misérables (Los miserables) – Barbara McLean - Mutiny on the Bounty (Motín a bordo / Rebelión a bordo) – Margaret Booth |
| Mejor asistente de dirección - The Lives of a Bengal Lancer (Tres lanceros de Bengala) – Clem Beauchamp y Paul Wing ⭐ - David Copperfield – Joseph M. Newman - Les Misérables (Los miserables) – Eric G. Stacey - A Midsummer Night's Dream (El sueño de una noche de verano) – Sherry Shourds | Mejor coreografía - Broadway Melody of 1936 (Melodía de Broadway 1936) y Folies Bergère de Paris (El caballero de Folies Bergere) – Dave Gould ⭐ - All the King's Horses (Recordemos aquellas horas) y The Big Broadcast of 1936 (Cazadores de estrellas) – LeRoy Prinz - Broadway Hostess y Go into Your Dance (Casino de Paris) – Bobby Connolly - Gold Diggers of 1935 (Vampiresas 1935) – Busby Berkeley - King of Burlesque (Rey del bataclan) – Sammy Lee - She – Benjamin Zemach - Top Hat (Sombrero de copas) – Hermes Pan                                                                 |

### Óscar honorífico
- D. W. Griffith, "por sus distinguidos logros creativos como director y productor y su inestimable iniciativa y contribuciones permanentes al progreso de las artes cinematográficas."

## Premios y nominaciones múltiples
| Película                     | Nominaciones | Premios |
| ---------------------------- | ------------ | ------- |
| The Informer                 | 6            | 4       |
| A Midsummer Night's Dream    | 4            | 2       |
| Mutiny on the Bounty         | 8            | 1       |
| The Lives of a Bengal Lancer | 7            | 1       |
| Broadway Melody of 1936      | 3            | 1       |
| The Dark Angel               | 3            | 1       |
| Gold Diggers of 1935         | 2            | 1       |
| Naughty Marietta             | 2            | 1       |
| Folies Bergère de Paris      | 1            | 1       |
| Dangerous                    | 1            | 1       |
| The Scoundrel                | 1            | 1       |
| Captain Blood                | 5            | 0       |
| Les Misérables               | 4            | 0       |
| Top Hat                      | 4            | 0       |
| David Copperfield            | 3            | 0       |
| Alice Adams                  | 2            | 0       |